# لورانس غوردون كلارك
لورانس غوردون كلارك (بالإنجليزية: Lawrence Gordon Clark)‏ هو مخرج بريطاني، ولد في القرن العشرين.

## وصلات خارجية
- لورانس غوردون كلارك على موقع IMDb (الإنجليزية)
- لورانس غوردون كلارك على موقع قاعدة بيانات الفيلم (الإنجليزية)